# Macromphalina robertsoni
Macromphalina robertsoni là một loài ốc biển rất nhỏ, là động vật thân mềm chân bụng sống ở biển trong họ Vanikoridae.

## Miêu tả
Độ dài vỏ lớn nhất ghi nhận được là 2.3 mm.

## Môi trường sống
Độ sâu nhỏ nhất ghi nhận được là 15 m. Độ sâu lớn nhất ghi nhận được là 56 m.